# Дедрё, Пьер-Анн

Вид виллы Медичи в Риме. 1810—1820 гг.

Пьер-Анн Дедрё (фр. Pierre-Anne Dedreux; 1788 год, Париж — 1849 год, там же) — французский архитектор и художник; брат художника Пьер-Жозефа Дедрё; отец художника-анималиста Альфреда де Дрё.

## Биография и творчество
Ученик Персье и Фонтена в парижской Академии художеств.
Получив в 1815 г. первую римскую премию за проект политехнического училища, долго путешествовал по Италии, Истрии, Греции и Малой Азии и издал потом часть исполненных в этих странах своих рисунков, изображавших любопытные архитектурные памятники и виды живописных местностей (20 выпусков).
Построил несколько значительных зданий в Париже и его окрестностях.